# Robertsonia diademata
Robertsonia diademata is een eenoogkreeftjessoort uit de familie van de Miraciidae. De wetenschappelijke naam van de soort werd in 1926 voor het eerst geldig gepubliceerd door Albert Monard.